# San Gabriel (Guatemala)
San Gabriel è un comune del Guatemala facente parte del dipartimento di Suchitepéquez.